# Olympische Sommerspiele 1976/Teilnehmer (Indonesien)
| Gelbes Symbol für Goldmedaillen mit stilisierten Olympischen Ringen | Graues Symbol für Silbermedaillen mit stilisierten Olympischen Ringen | Braundes Symbol für Bronzemedaillen mit stilisierten Olympischen Ringen |
| ------------------------------------------------------------------- | --------------------------------------------------------------------- | ----------------------------------------------------------------------- |
| —                                                                   | —                                                                     | —                                                                       |

Indonesien nahm an den Olympischen Sommerspielen 1976 in Montreal mit einer Delegation von sieben Athleten (fünf Männer und zwei Frauen) an elf Wettkämpfen in fünf Sportarten teil.
Ein Medaillengewinn gelang keinem der Athleten. Fahnenträger bei der Eröffnungsfeier war der Bogenschütze Donald Pandiangan.

## Teilnehmer nach Sportarten

### Bogenschießen
Männer
- Donald Pandiangan
Einzel: 19. Platz

Frauen
- Leane Suniar
Einzel: 9. Platz

### Boxen
- Syamsul Harahap
Halbweltergewicht: im Achtelfinale ausgeschieden

- Frans van Bronckhorst
Weltergewicht: in der 1. Runde ausgeschieden

### Gewichtheben
- Warino Lestanto
Leichtgewicht: 17. Platz

### Leichtathletik
Frauen
- Carolina Rieuwpassa
100 m: im Vorlauf ausgeschieden
200 m: im Vorlauf ausgeschieden

### Schwimmen
Männer
- Kris Sumono
100 m Freistil: im Vorlauf ausgeschieden
200 m Freistil: im Vorlauf ausgeschieden
400 m Freistil: im Vorlauf ausgeschieden
1500 m Freistil: im Vorlauf ausgeschieden